# Podnemić
Podnemić (Servisch cyrillisch Поднемић) is een plaats in de Servische gemeente Ljubovija. De plaats telt 420 inwoners (2002).